# Норт-Солт-Лейк (Юта)
Норт-Солт-Лейк (англ. North Salt Lake) — місто (англ. city) в США, в окрузі Девіс штату Юта. Населення — 21 907 осіб (2020).

## Географія
Норт-Солт-Лейк розташований за координатами 40°50′42″ пн. ш. 111°55′11″ зх. д. / 40.84500° пн. ш. 111.91972° зх. д. (40.845037, -111.919747).  За даними Бюро перепису населення США в 2010 році місто мало площу 22,24 км², з яких 22,06 км² — суходіл та 0,18 км² — водойми.

### Клімат
Місто знаходиться у зоні, котра характеризується вологим континентальним кліматом з теплим літом. Найтепліший місяць — липень із середньою температурою 24.8 °C (76.7 °F). Найхолодніший місяць — січень, із середньою температурою -1.4 °С (29.4 °F).
| Клімат Норт-Солт-Лейка  | Клімат Норт-Солт-Лейка | Клімат Норт-Солт-Лейка | Клімат Норт-Солт-Лейка | Клімат Норт-Солт-Лейка | Клімат Норт-Солт-Лейка | Клімат Норт-Солт-Лейка | Клімат Норт-Солт-Лейка | Клімат Норт-Солт-Лейка | Клімат Норт-Солт-Лейка | Клімат Норт-Солт-Лейка | Клімат Норт-Солт-Лейка | Клімат Норт-Солт-Лейка | Клімат Норт-Солт-Лейка |
| Показник                | Січ.                   | Лют.                   | Бер.                   | Квіт.                  | Трав.                  | Черв.                  | Лип.                   | Серп.                  | Вер.                   | Жовт.                  | Лист.                  | Груд.                  | Рік                    |
| Абсолютний максимум, °C | 15                     | 18,3                   | 24,4                   | 30                     | 36,1                   | 37,8                   | 40                     | 38,3                   | 35                     | 30,6                   | 23,3                   | 20                     | 40                     |
| Середній максимум, °C   | 2,6                    | 5,2                    | 10,9                   | 15,4                   | 20,9                   | 26,7                   | 31,9                   | 31                     | 24,9                   | 17,3                   | 9,2                    | 3,2                    | 16,6                   |
| Середня температура, °C | −1,4                   | 0,8                    | 5,8                    | 9,8                    | 14,8                   | 20                     | 24,8                   | 23,9                   | 18,1                   | 11,3                   | 4,4                    | −0,8                   | 10,9                   |
| Середній мінімум, °C    | −5,6                   | −3,6                   | 0,7                    | 4,3                    | 8,8                    | 13,4                   | 17,7                   | 16,8                   | 11,3                   | 5,3                    | −0,3                   | −4,8                   | 5,3                    |
| Абсолютний мінімум, °C  | −34,4                  | −20,6                  | −13,9                  | −5,6                   | −1,7                   | 1,1                    | 8,3                    | 4,4                    | 0,6                    | −7,2                   | −15                    | −22,8                  | −34,4                  |
| Норма опадів, мм        | 47                     | 49                     | 63                     | 75                     | 71                     | 36                     | 23                     | 23                     | 42                     | 58                     | 54                     | 53                     | 596                    |
| Днів з опадами          | 9                      | 9                      | 9                      | 10                     | 9                      | 5                      | 4                      | 5                      | 6                      | 7                      | 9                      | 10                     | 92                     |
| Днів зі снігом          | 6                      | 4,8                    | 3,3                    | 1,4                    | 0,1                    | 0                      | 0                      | 0                      | 0                      | 0,5                    | 2,8                    | 5,6                    | 24,5                   |
| ----------------------- | ---------------------- | ---------------------- | ---------------------- | ---------------------- | ---------------------- | ---------------------- | ---------------------- | ---------------------- | ---------------------- | ---------------------- | ---------------------- | ---------------------- | ---------------------- |
| Джерело: Weatherbase    |                        |                        |                        |                        |                        |                        |                        |                        |                        |                        |                        |                        |                        |

## Демографія
Згідно з переписом 2010 року, у місті мешкали 16 322 особи в 5353 домогосподарствах у складі 4157 родин. Густота населення становила 734 особи/км².  Було 5638 помешкань (254/км²).
Расовий склад населення:
| - 86,0 % — білих - 2,8 % — азіатів - 1,7 % — вихідців з тихоокеанських островів - 0,9 % — чорних або афроамериканців - 0,6 % — корінних американців - 5,2 % — осіб інших рас |

До двох чи більше рас належало 2,8 %. Частка іспаномовних становила 11,5 % від усіх жителів.
За віковим діапазоном населення розподілялося таким чином: 32,5 % — особи молодші 18 років, 61,0 % — особи у віці 18—64 років, 6,5 % — особи у віці 65 років та старші. Медіана віку мешканця становила 28,8 року. На 100 осіб жіночої статі у місті припадало 101,5 чоловіків;  на 100 жінок у віці від 18 років та старших — 98,6 чоловіків також старших 18 років.
Середній дохід на одне домашнє господарство  становив 91 129 доларів США (медіана — 71 421), а середній дохід на одну сім'ю — 99 461 долар (медіана — 74 924). Медіана доходів становила 54 545 доларів для чоловіків та 38 313 долари для жінок. За межею бідності перебувало 11,3 % осіб, у тому числі 12,5 % дітей у віці до 18 років та 7,2 % осіб у віці 65 років та старших.
Цивільне працевлаштоване населення становило 8984 особи. Основні галузі зайнятості: освіта, охорона здоров'я та соціальна допомога — 19,9 %, мистецтво, розваги та відпочинок — 13,6 %, науковці, спеціалісти, менеджери — 12,6 %.